# Delphacodes pullula
Delphacodes pullula är en insektsart som först beskrevs av Karl Henrik Boheman 1852.  Delphacodes pullula ingår i släktet Delphacodes och familjen sporrstritar. Inga underarter finns listade i Catalogue of Life.